# Макмэн, Питер
Питер Макмэн (англ. Peter McMahon; род. 20 апреля 1989, Уотфорд, Хартфордшир) — ирландский футбольный полузащитник.

## Карьера

### В клубах
В составе сборной школ Ирландии Макмэн стал финалистом Юношеского кубка страны. Вместе с юношеской (до 17 лет) командой клуба «Дроэда Юнайтед» он также становился обладателем Кубка Фойла (2006), забив победный гол с пенальти в финале.
Во взрослом футболе Питер дебютировал 8 мая 2007 года, выйдя в составе «Дроэды» на матч Кубка лиги против «Шемрок Роверс». В ноябре 2008 года он вошёл в число стипендиатов Ирландского национального университета в рамках программы, направленной на развитие наиболее талантливых молодых спортсменов страны. В сезоне 2009 года Макмэн вместе с командой университета ЮКД первенствовал в Первом дивизионе Лиги Ирландии и Кубке Коллингвуда, а по ходу сезона 2010 года вернулся в «Дроэду Юнайтед», с которой занял последнее место в турнирной таблице, после чего покинул этот клуб. Однако в июле 2011 года он снова присоединился к «Дрогс», которые были допущены к участию в элитном дивизионе Ирландии из-за снятия «Спортинг Фингал».
Сезон 2012 года Макмэн провёл в «Богемианс», с которым стал седьмым в лиге, забив четыре мяча в одиннадцати играх. С начала 2013 года он начал тренироваться с клубом Североирландской Премьер-лиги «Портадаун», 27 апреля 2013 года подписал с «Портс» контракт и с сезона 2013/14 выступает за него.
После сезона 2014/15 плеймейкером интересовались «Крузейдерс», «Гленавон» и «Линфилд», но он предпочёл остаться в «Портадауне», заявив, что счастлив находиться в этом клубе.
Перед сезоном 2015/16 Макмэн получил травму паха, поэтому ему был назначен курс инъекций, однако футболист отказался от лечения и выбыл из обоймы команды. Клуб посчитал подобное поведение игрока невыполнением условий контракта и в январе объявил о прекращении выплаты ему зарплаты, на что Питер отреагировал в своём Фейсбук просьбой о расторжении контракта. Главный тренер «Портс» Ронни Макфолл в ответ заявил, что контракт с игроком рассчитан до конца сезона и отпускать его раньше срока клуб отказывается. Ирландская футбольная ассоциация в этом конфликте заняла сторону клуба.
14 июня 2016 года Ирландская футбольная ассоциация постановила снять с «Портадауна» 12 очков на старте сезона 2016/17 за то, что клуб платил зарплату Макмэну, хотя он был заявлен как любитель.
7 сентября 2016 года было объявлено о том, что игрок заключил однолетний контракт с «Данганнон Свифтс». Главный тренер команды Родни Макэйри предполагал, что Питер сможет набрать форму и начать выходить на поле в течение следующих шести недель. В итоге его возвращение в игру состоялось 8 октября, когда он вышел на поле на 76-й минуте домашней игры чемпионата против «Портадауна», закончившейся разгромом гостей (6:0).
По хожу сезона 2017/18 перешёл в «Гленторан», дважды доходил с ним до финала плей-офф за выход в Лигу Европы (2017/18, 2018/19), после чего покинул клуб.

### В сборной
Будучи студентом Ирландского национального университета Макмэн, изучавший там информатику, был вызван в студенческую сборную Ирландии, которой предстояло выступить на всемирной Универсиаде 2009 года в Белграде. На том турнире он принял участие в двух матчах своей команды: с Италией (1:2), где стал автором единственного гола команды на турнире, и с Уругваем (0:2).

## Достижения

### Командные
Как игрока студенческой сборной Ирландии:
- Универсиады:
  - Участник: 2009

Как игрока ЮКД:
- Первый дивизион Лиги Ирландии:
  - Чемпион: 2009 (выход в Премьер-лигу)

Как игрока «Портадауна»:
- Кубок Северной Ирландии:
  - Финалист: 2014/15